# Commissie voor internationaal handelsrecht van de Verenigde Naties
De Commissie voor internationaal handelsrecht van de Verenigde Naties (Engels: United Nations Commission on International Trade Law (UNCITRAL) of Frans: Commission des Nations Unies pour le droit commercial international (CNUDCI)) maakt deel uit van de Algemene Vergadering van de Verenigde Naties. Ze is verantwoordelijk voor de facilitering van internationale handel en investeringen, komt jaarlijks samen in New York en heeft haar hoofdkantoor in Wenen. 

## Geschiedenis
In de jaren 60 begonnen nationale regeringen de noodzaak in te zien van een wereldwijde set van normen en regels om de nationale en regionale voorschriften in de internationale handel te harmoniseren. Daarom richtte de Algemene Vergadering van de VN in 1966 UNICITRAL op met als officieel mandaat "het bevorderen van de geleidelijke harmonisatie en unificatie van het internationale handelsrecht" door middel van conventies, modelwetten en andere instrumenten die betrekking hebben op belangrijke handelsgebieden, van geschillenbeslechting tot de aankoop en verkoop van goederen. 
Bij oprichting bestond de Commissie uit 29 lidstaten die de verschillende geografische regio's, juridische tradities en niveaus van economische ontwikkeling in de wereld vertegenwoordigen. In 1973 werd het ledenaantal uitgebreid tot 36 en in 2022 tot 60 staten. Ze worden verkozen door de Algemene Vergadering voor een mandaat van 6 jaar waarbij elke drie jaar leden worden vervangen.
De commissie stelde een arbitragereglement op, de Arbitration rules of the UNCITRAL, die partijen bij internationale overeenkomsten als onderling geldende geschillenregeling kunnen overeenkomen.